# Gunilla Andræ
Gunilla Andræ, i folkbokföringen Ruth Sigrid Gunilla Andrae Beckman, född 16 december 1938 i Hudiksvalls församling, Gävleborgs län, är en svensk kulturgeograf som i sin forskning är inriktad på Afrikafrågor. 
Gunilla Andræ disputerade 1981 för filosofie doktorsexamen vid Stockholms universitet med en avhandling om Ghanas industri. Hon har varit docent och universitetslektor vid Kulturgeografiska institutionen vid Stockholms universitet.
Gunilla Andræ var gift med statsvetaren Björn Beckman från 1960 till dennes död 2019. De har i olika perioder bott och arbetat i Ghana och Nigeria och har en väsentlig gemensam vetenskaplig produktion. 
De har två barn tillsammans.